# Robert R. Hitt

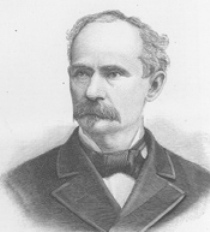
Robert R. Hitt

Robert Roberts Hitt (* 16. Januar 1834 in Urbana, Champaign County, Ohio; † 20. September 1906 in Narragansett, Rhode Island) war ein US-amerikanischer Politiker. Zwischen 1882 und 1905 vertrat er den Bundesstaat Illinois im US-Repräsentantenhaus.

## Werdegang
Im Jahr 1837 kam Robert Hitt mit seinen Eltern nach Mount Morris in Illinois, wo er das Rock River Seminary, das spätere Mount Morris College, besuchte. Danach studierte er an der DePauw University in Greencastle (Indiana). Hitt war wegen seiner Kurzschriftfähigkeit bekannt. Er wurde ein Freund und politischer Helfer des späteren US-Präsidenten Abraham Lincoln. Wie dieser wurde auch Hitt Mitglied der Republikanischen Partei. Im Jahr 1871 war er Privatsekretär von US-Senator Oliver P. Morton. Zwischen 1874 und 1881 war er an der amerikanischen Botschaft in Paris im diplomatischen Dienst tätig. Zwischen Mai und Dezember 1881 fungierte er als Assistant Secretary of State und damit als Stellvertreter von Außenminister James G. Blaine; er folgte in diesem Amt auf John Hay.
Nach dem Tod des Kongressabgeordneten Robert Hawk wurde Hitt bei der fälligen Nachwahl für den fünften Sitz von Illinois als dessen Nachfolger in das US-Repräsentantenhaus in Washington, D.C. gewählt, wo er am 7. November 1882 sein neues Mandat antrat. Nach zwölf Wiederwahlen konnte er bis zu seinem Tod am 20. September 1906 im Kongress verbleiben. Zwischen 1893 und 1895 vertrat er dort den sechsten und ab 1895 den neunten Wahlbezirk seines Staates. In seine Zeit als Abgeordneter fiel der Spanisch-Amerikanische Krieg von 1898. Von 1889 bis 1891 sowie nochmals von 1895 bis 1897 leitete er den Auswärtigen Ausschuss. Ab 1893 war er als Regent Vorstandsmitglied der Smithsonian Institution. Im Jahr 1898 gehörte er einer Kommission an, die mit der Einrichtung der amerikanischen Verwaltung auf den gerade annektierten Hawaiiinseln betraut war.